# Couvent de l'Ascension Florivski
Le couvent de l'Ascension Florivski (en ukrainien : Свято-Вознесенський Флорівський монастир, en russe : Свято-Вознесенский Флоровский монастырь), également connu sous le nom de Florivski, est un monastère ukrainien historique du xvie siècle dans le quartier de Podil à Kiev.

## Histoire

### XVIe-XVIIesiècle: le couvent de Flore et Laure, une fondation polono-lituanienne
Son origine remonte au xvie siècle. Ses bâtiments occupent les pentes de la Zamkova Hora, entre la ville haute et la ville basse de Kiev.
D'après la lettre du roi Sigismond II de Pologne, remise le 17 mai 1566 au prince Constantin Ostrogski, gouvernant Kiev, il est connu que « le monastère Florovski de la jeune fille de Kiev sur Podil est confié avec tous ses biens, en possession héréditaire ou en gestion de l'archiprêtre de Kiev Jacob Goulkevitch (qui a fait édifier ce monastère) avec le droit d'y accomplir le service divin lui-même, ses enfants et ses descendants aptes à être prêtres ».
Il est fait effectivement mention d'une église en bois dédiée aux saintes Flore et Laure selon l'inventaire officiel de Kiev, compilé en 1682.
L'église et les autres bâtiments du monastère demeurent cependant délabrés. Ils sont rénovés sous l'énergique métropolite Pierre Mogila, mais la situation financière du monastère Florovski reste désastreuse jusqu'au XVIIIe siècle.

### XVIIIesiècle: Le transfert du couvent de l'Ascension
Le couvent s'est considérablement étendu lorsque Pierre le Grand a ordonné la démolition de l'ancien couvent de l'Ascension sur la colline de Petchersk dans le but d'y construire un arsenal dans le contexte de la Grande Guerre du Nord, où le sud-est de l'Empire russe était vulnérable à l'offensive suédoise. Dirigé par la mère d'Ivan Mazepa, cet ancien couvent avait amassé beaucoup de biens, les religieuses et les richesses du monastère sont transférées au couvent Florovski en 1712. 
Peu après débute la construction d'une église en pierre dédiée à l'Ascension qui donne au couvent le double nom de l'Ascension - Sainte Flore (et Laure). 
L'église principale, ou katholikon, est un exemple notable de l'architecture baroque ukrainienne. Sa première pierre est posée en 1722. Dix ans plus tard, l'édifice à trois coupoles est dédié à la fête de l'Ascension du Christ. Son clocher néoclassique est de construction ultérieure. 

### XIXesiècle: une reconstruction de fond en comble

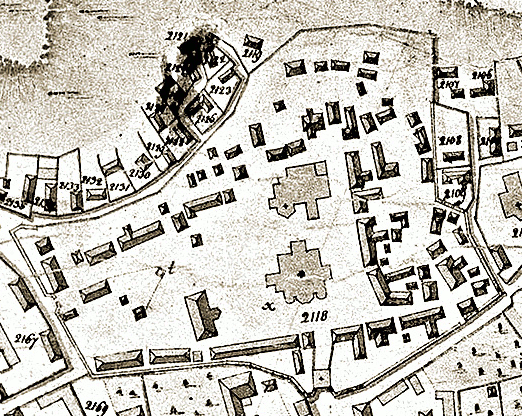
Monastère Florivski. Détail de la carte de Kiev par Andreï Melenski de 1803

Les bâtiments en bois du monastère ont été entièrement détruits par l'incendie de Podil en 1811 qui ravage toute la ville basse. Seuls le katholikon et un réfectoire du xviie siècle restent debout au milieu des cendres. Pendant l'incendie, les religieuses y ont transféré leurs biens pour les sauver de l'incendie, tandis que 40 religieuses ont suffoqué de la fumée.
Pour restaurer le monastère en 1812, à la demande de l'empereur Alexandre Ier, 133 013 roubles d'assignats sont émis. C'est Andreï Melenski, architecte néoclassique de Kiev, qui est chargé de la reconstruction du couvent entre autres bâtiments de Podil. 
L'espace du monastère se couvre de bâtiments divers : en 1918, on compte 38 bâtiments en pierre et, sur les pentes, en bois. En plus de l'église de l'Ascension conservée après l'incendie de 1811, en 1917, il y en avait quatre autres dans le monastère : l'église de la Résurrection, l'église d'hiver Saint-Nicolas avec son réfectoire et l'église d'été construite au-dessus en l'honneur de l'icône de la Mère de Dieu de Tikhvine, l'église Notre-Dame de Kazan et l'église de la Sainte-Trinité au milieu du cimetière au sommet de la colline Zamkova hora. De plus, dès la fin du xixe siècle, il y a un hospice sur le territoire du monastère (en 1918, il assiste 100 personnes nécessiteuses) et un hôpital (pour 10 lits). 

### XXesiècle: un monastère relativement épargné par le communisme

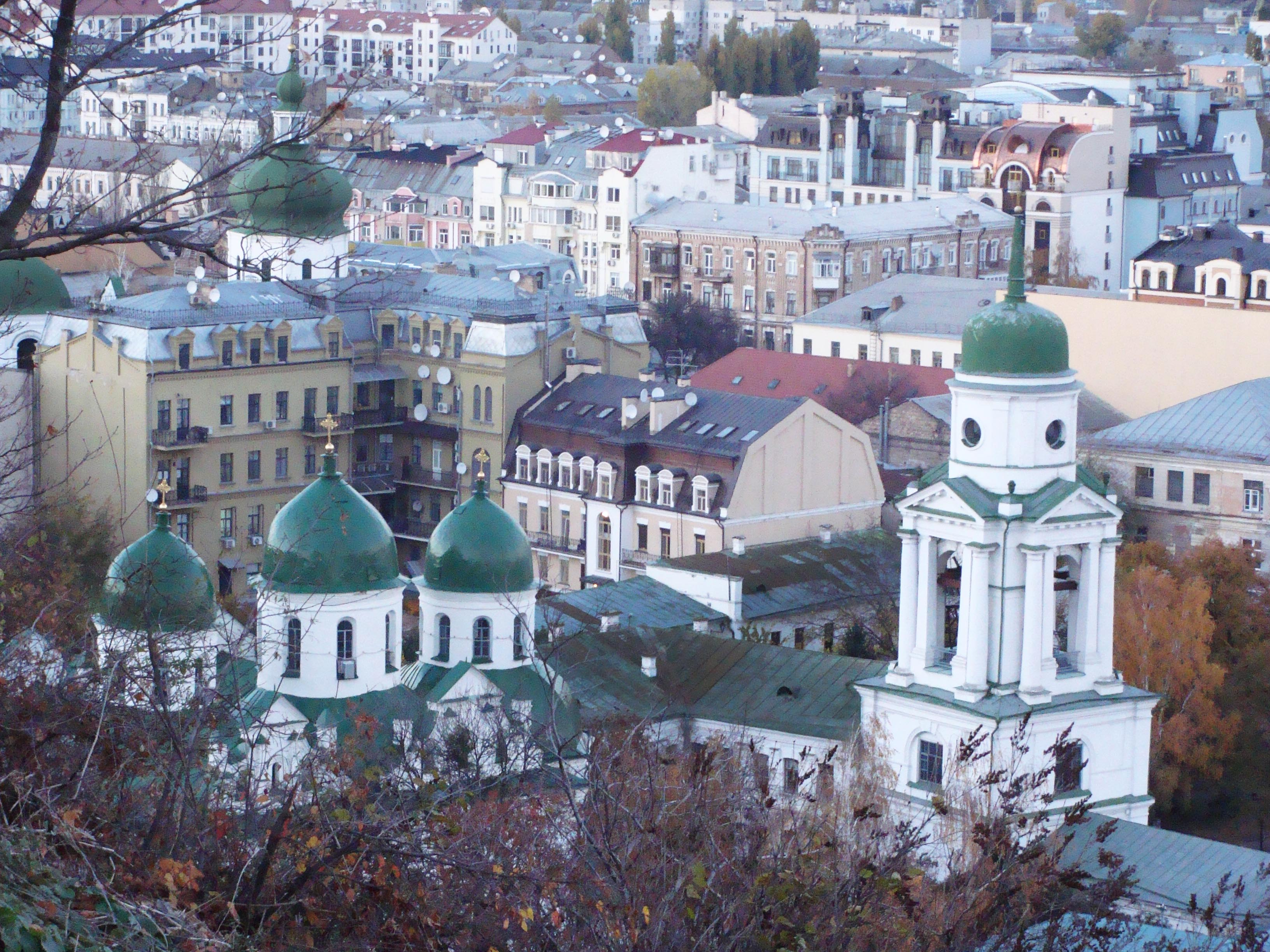
L'église-catholicon de l’Ascension, 1732 et le clocher

Il est fermé en 1929 mais seule l'église de la Sainte-Trinité est détruite, et il rouvre ses portes après l'entrée des Allemands dans la ville en 1941 et n'est pas fermé depuis lors.
L'église Notre-Dame de Kazan est reconvertie en atelier de couture et les ateliers d'une entreprise de restauration, Ukrrestavratsia, sont installés dans le réfectoire et l'église de la résurrection. Un atelier de prothèse est également installé. 
Après la chute du communisme, les religieuses reprennent possession des différents bâtiments, sous la juridiction de l'Église orthodoxe ukrainienne (Patriarcat de Moscou).

## Architecture
L'ensemble du monastère Florovski a pris forme sur deux siècles et rassemble donc des bâtiments appartenant à différentes époques et à différents styles. Le plus ancien bâtiment du monastère est l'église de l'Ascension construite en 1732. L'église du style baroque ukrainien possède trois absides et est couronnée de trois coupoles. L'église est très similaire aux anciennes églises russes, mais son abside centrale a la même hauteur que l'église, et les sommets latéraux sont deux fois plus bas, les dômes sont alignés, comme dans les églises ukrainiennes en bois. Les trois bulbes d'origines ont aujourd'hui été remplacés par des demi-sphères vertes moins gracieuses.
Après l'incendie de 1811 qui ne laisse debout que cette dernière, la restauration du monastère est confiée à l'architecte Andreï Melenski, qui construit en style néoclassique :
- l'église de la Résurrection (1824), une église en rotonde similaire à son église de la tombe d'Askold de Kiev ;
- le logis de l'higoumène avec une façade néoclassique à large tympan triangulaire ;
- le clocher à trois niveaux à l'entrée du monastère dans le style classique (1741, reconstruit en 1821).

L'église Notre-Dame de Kazan est construite en 1841-44 par l'architecte kiévain de l'éparchie, Pavel Sparro, dans un style néo-russe. En 1934, elle est réaffectée en usine et subit les plus lourdes transformations du monastère : de grandes baies lumineuses sont percées et le clocher abattu. Dans les années 1990, l'extérieur est reconstruit, et l'intérieur dans les années 2000 et 2010.

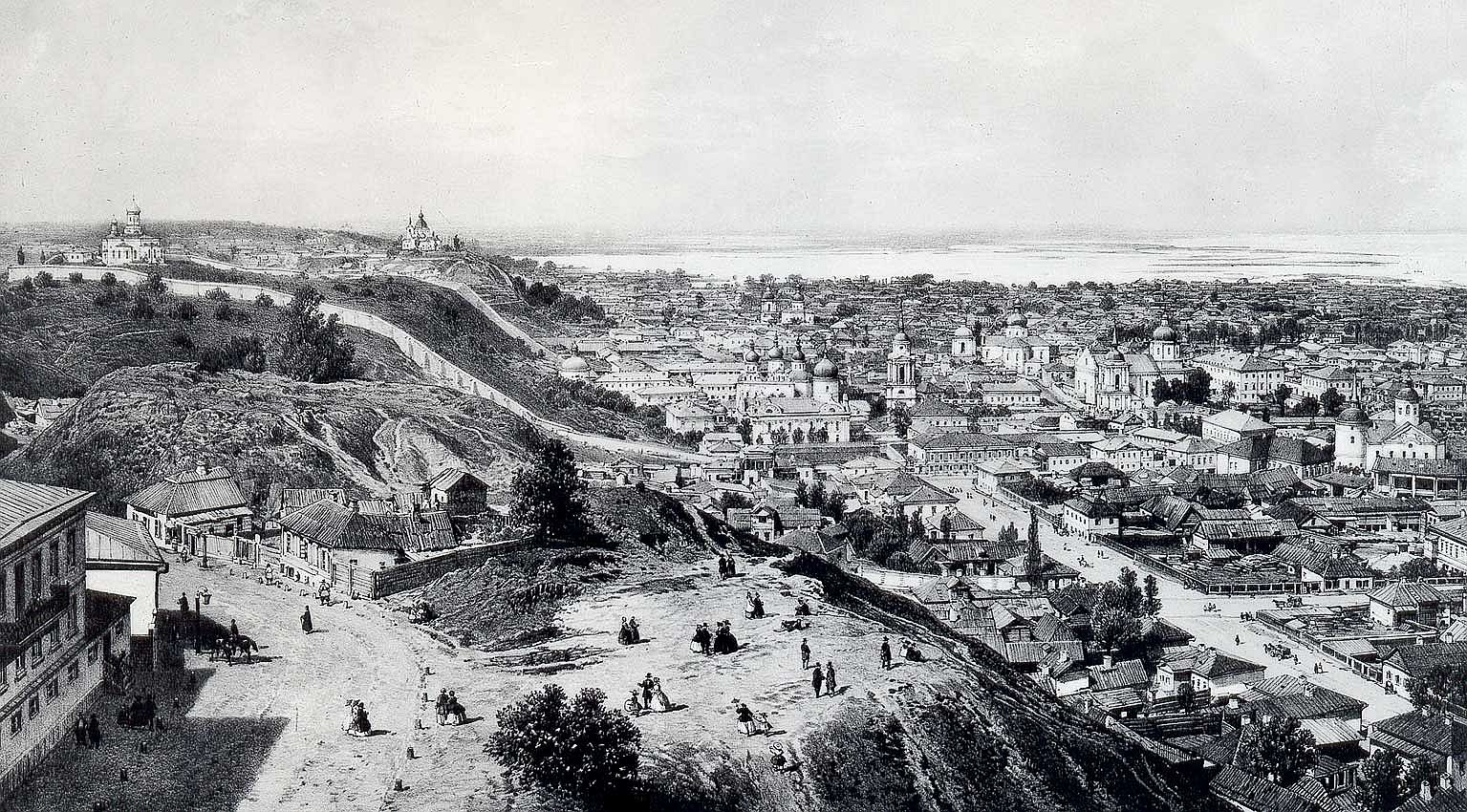
Sur la moitié gauche de cette vue de Podil au xixe siècle, le monastère avec sa clôture montant toute la colline de Zamkova Hora jusqu'à l'église de la Trinité (détruite).
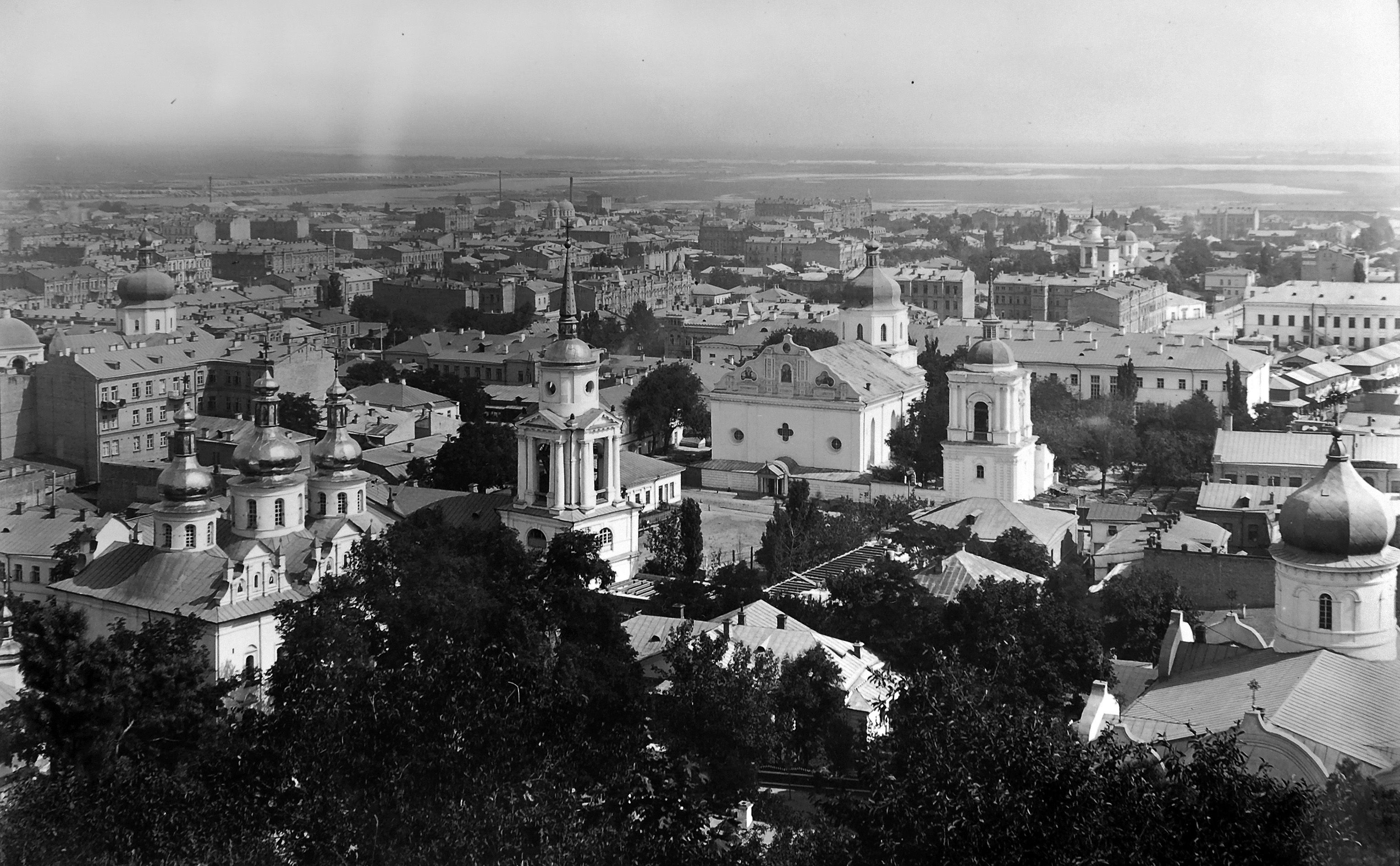
Vue générale du monastère de l'Ascension Florivski classée[3] au xixe siècle vu de la colline Zamkova Hora.
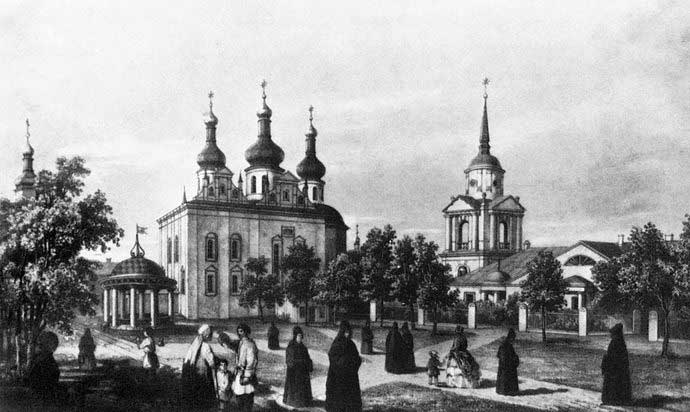
L'église-catholicon de l'Ascension, 1732, lithographie du xixe siècle. Nonnes et dévots en promenade.
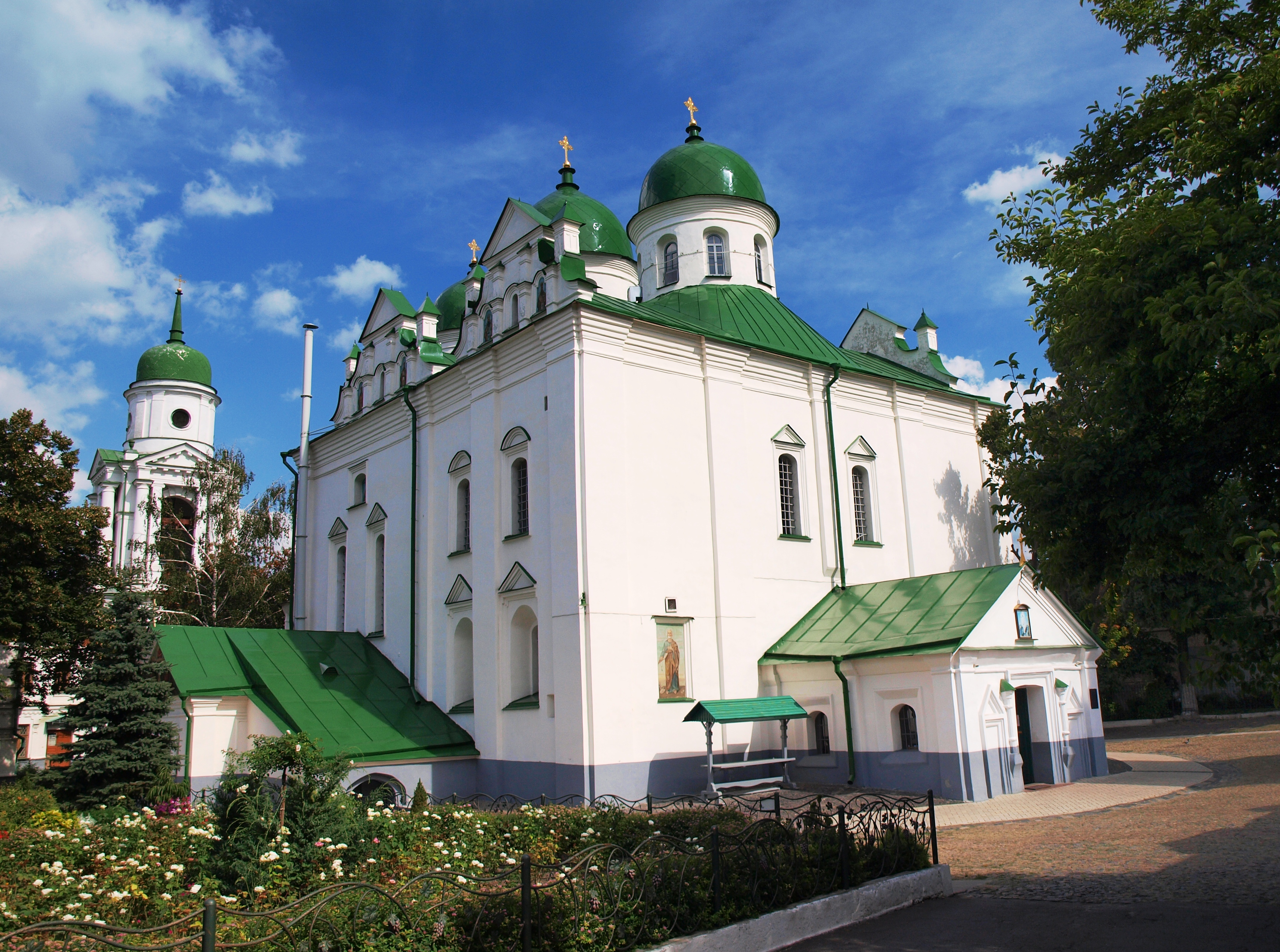
L'église-catholicon de l’Ascension, 1732. Les clochers n'ont pas bénéficié d'une restauration originale.
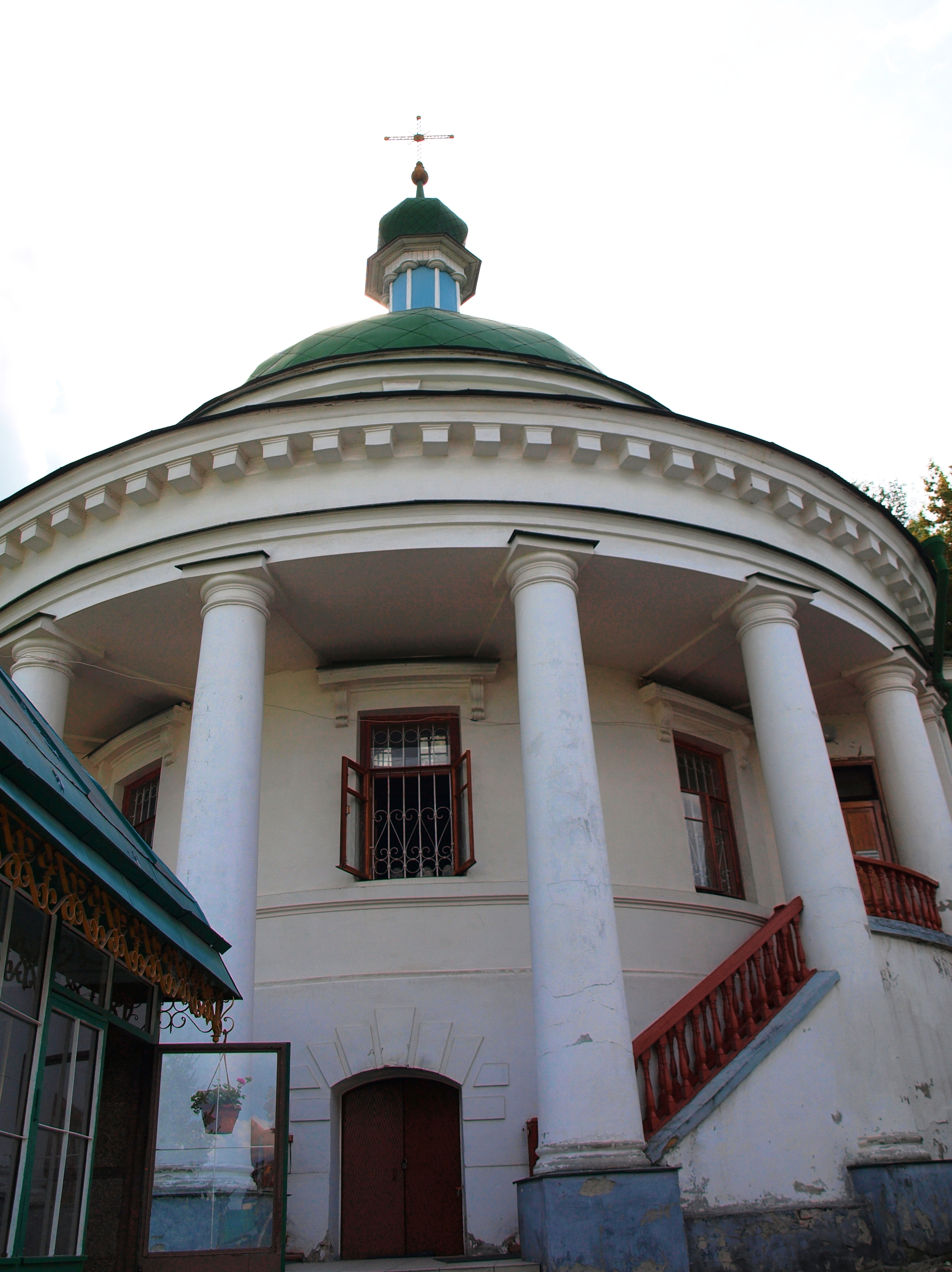
L'église de la Résurrection, Andreï Melenski, 1824 classée
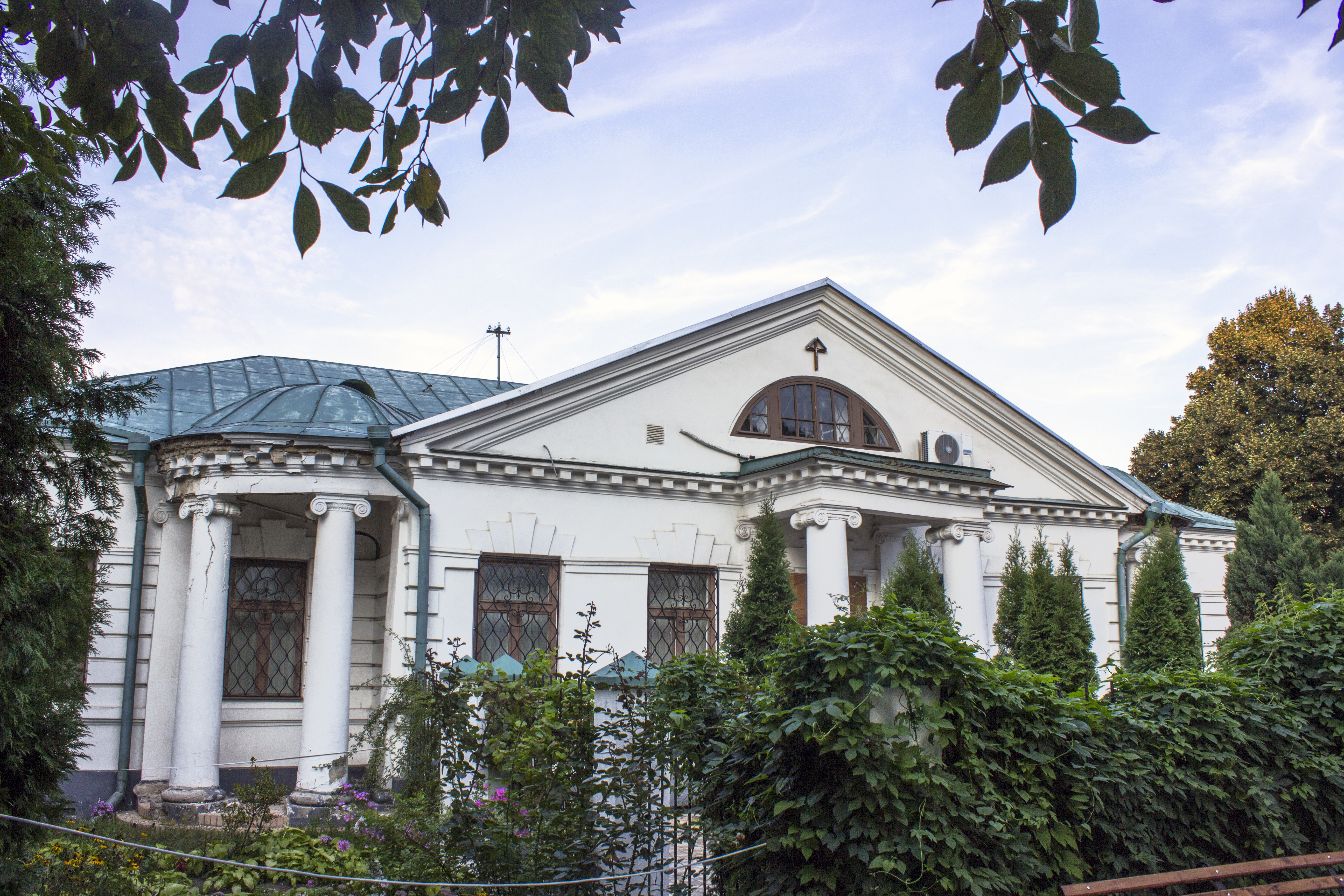
Logis de l'higoumène avec une façade néoclassique à large tympan triangulaire, Andreï Melenski.
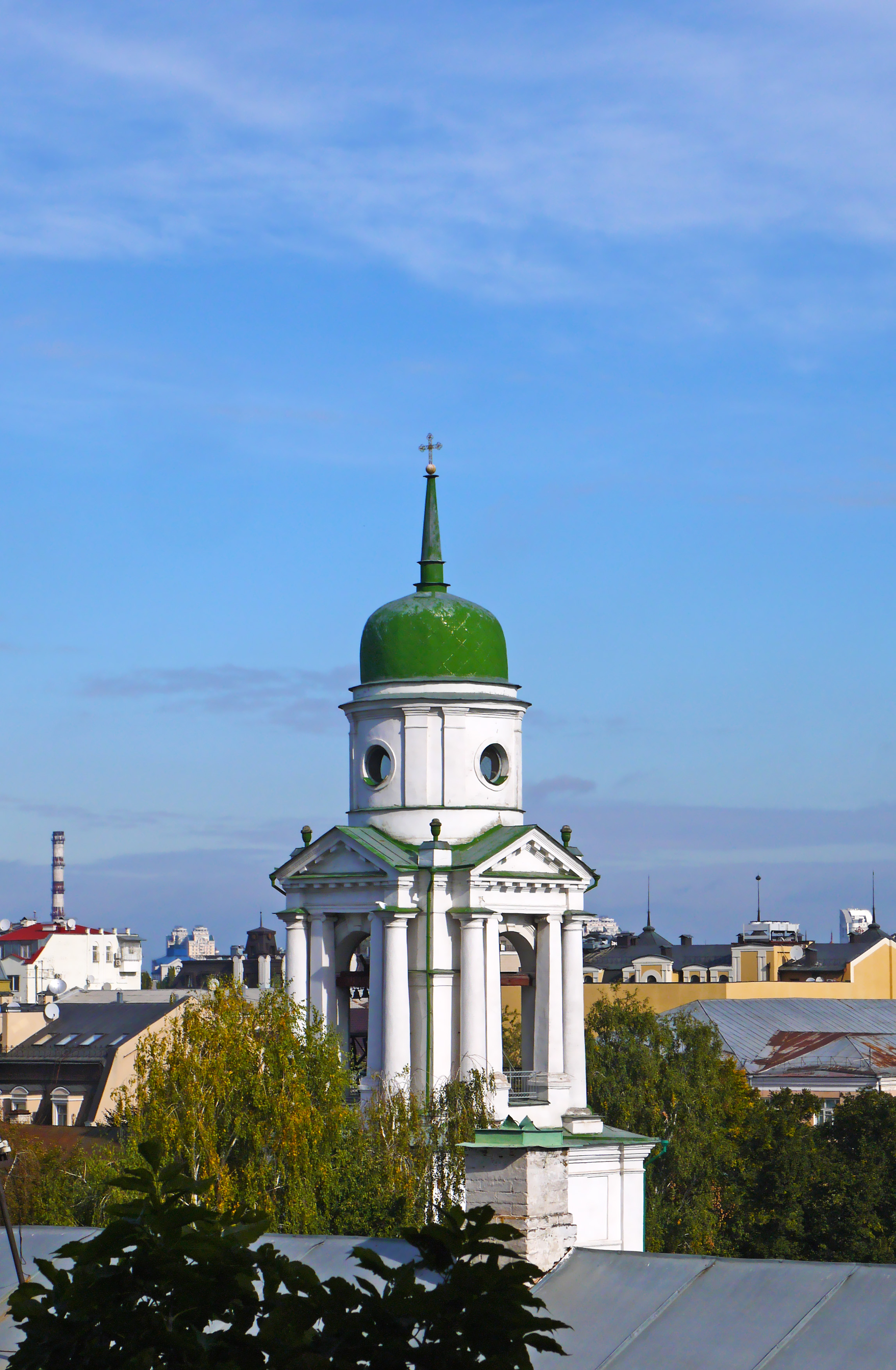
Clocher, Andreï Melenski, 1821
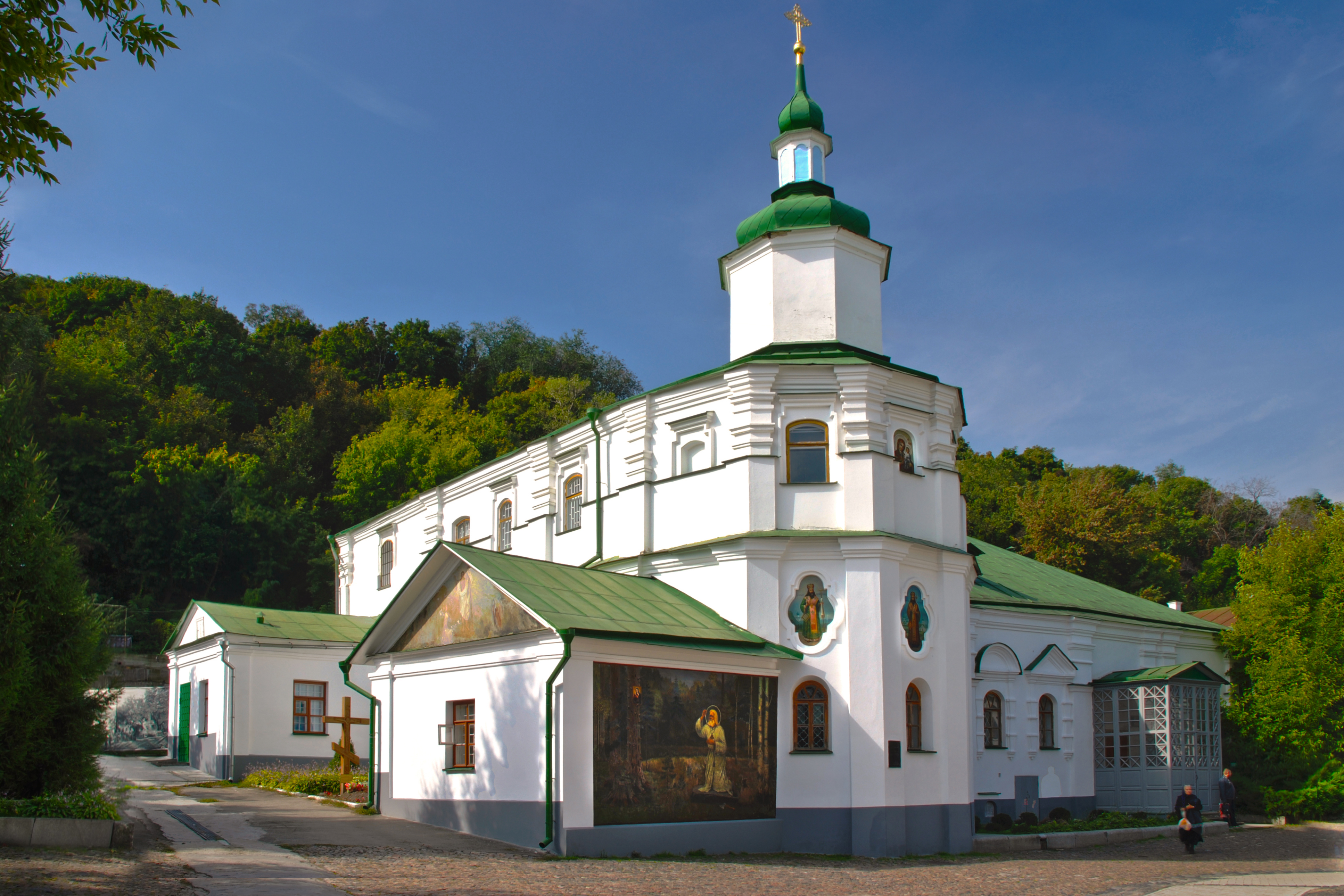
L'église d'hiver Saint-Nicolas classée[5] avec son réfectoire et l'église d'été construite au-dessus en l'honneur de l'icône de la Mère de Dieu de Tikhvine.
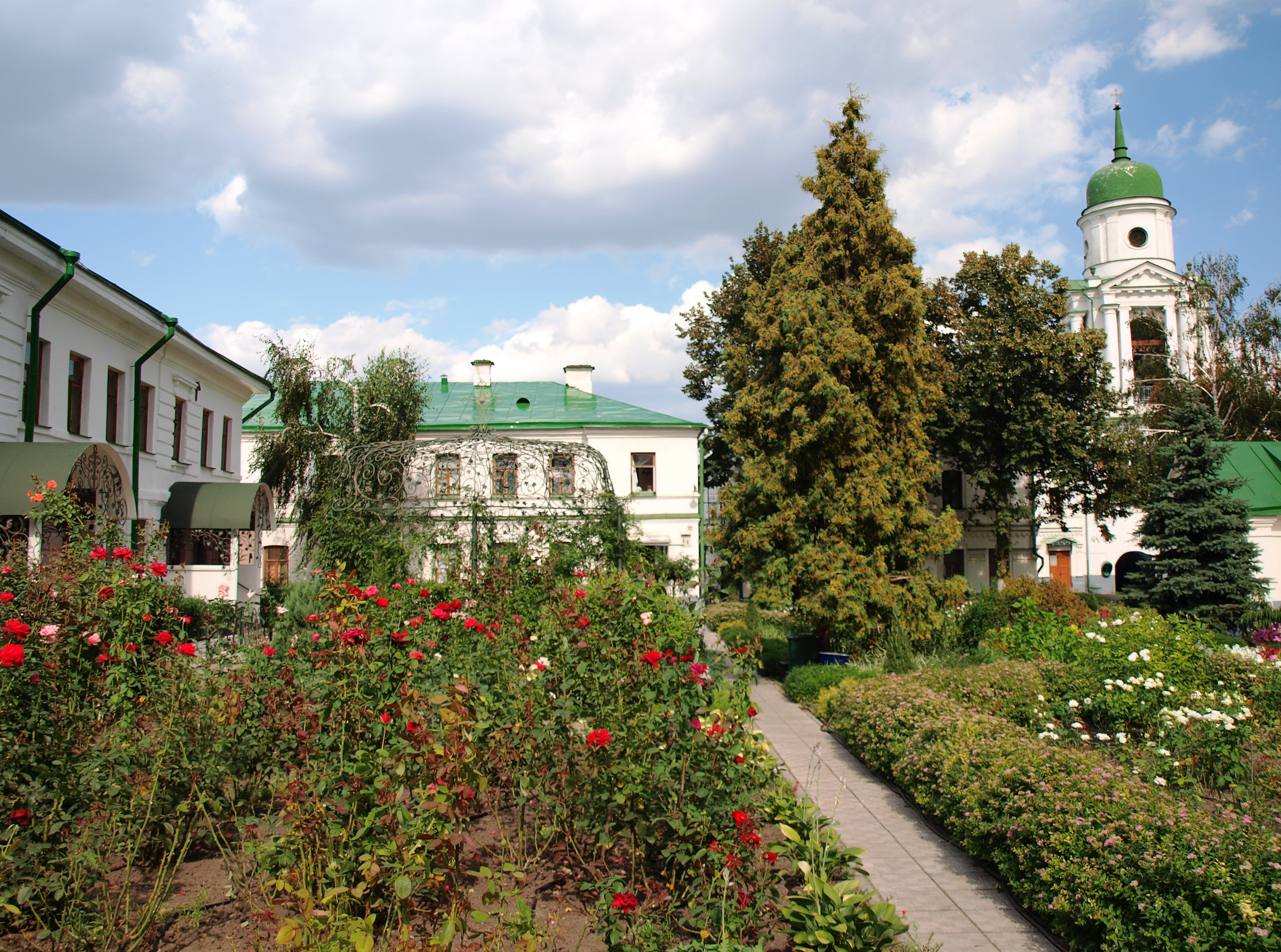
Cour du monastère
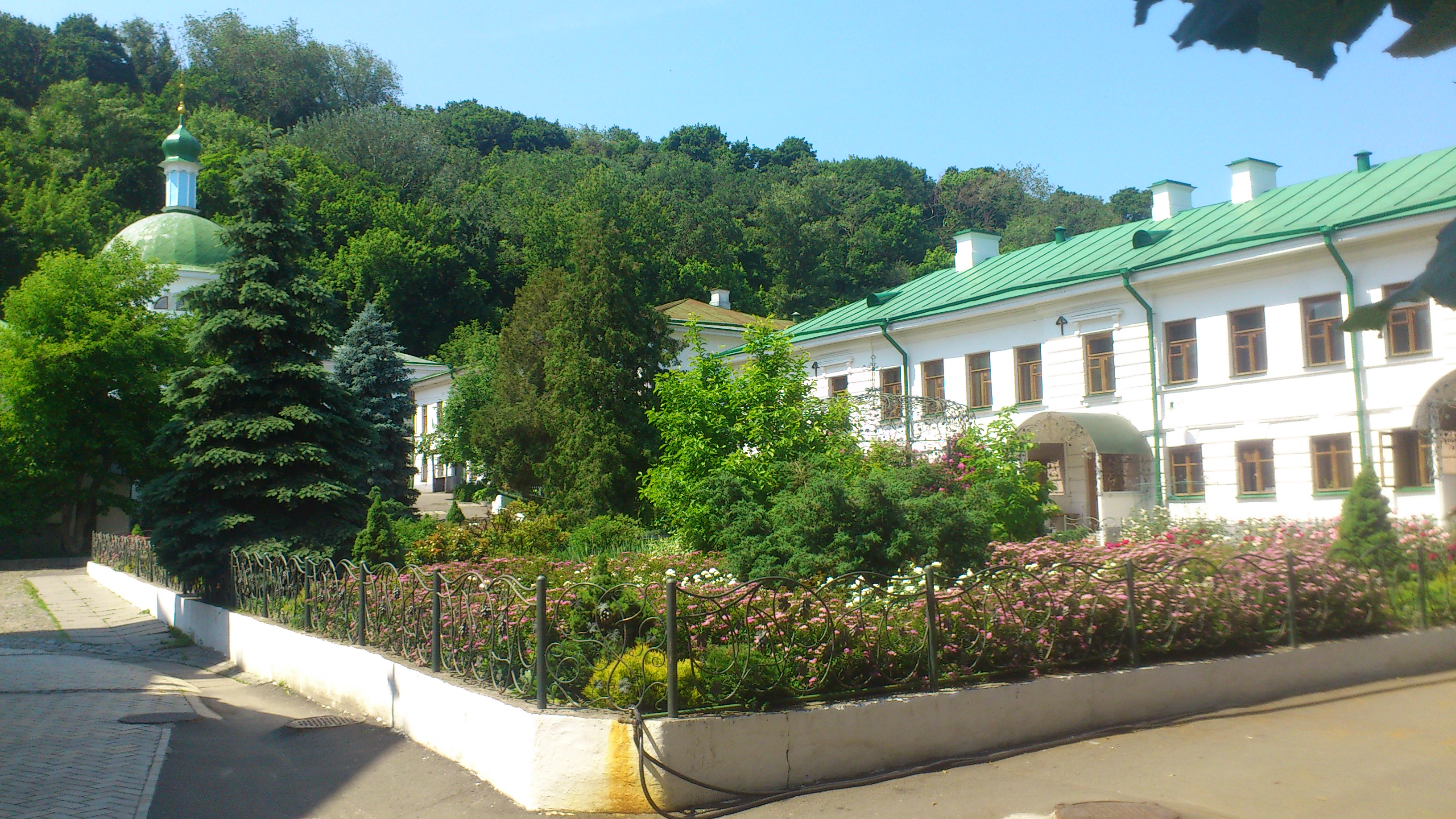
Cour du monastère
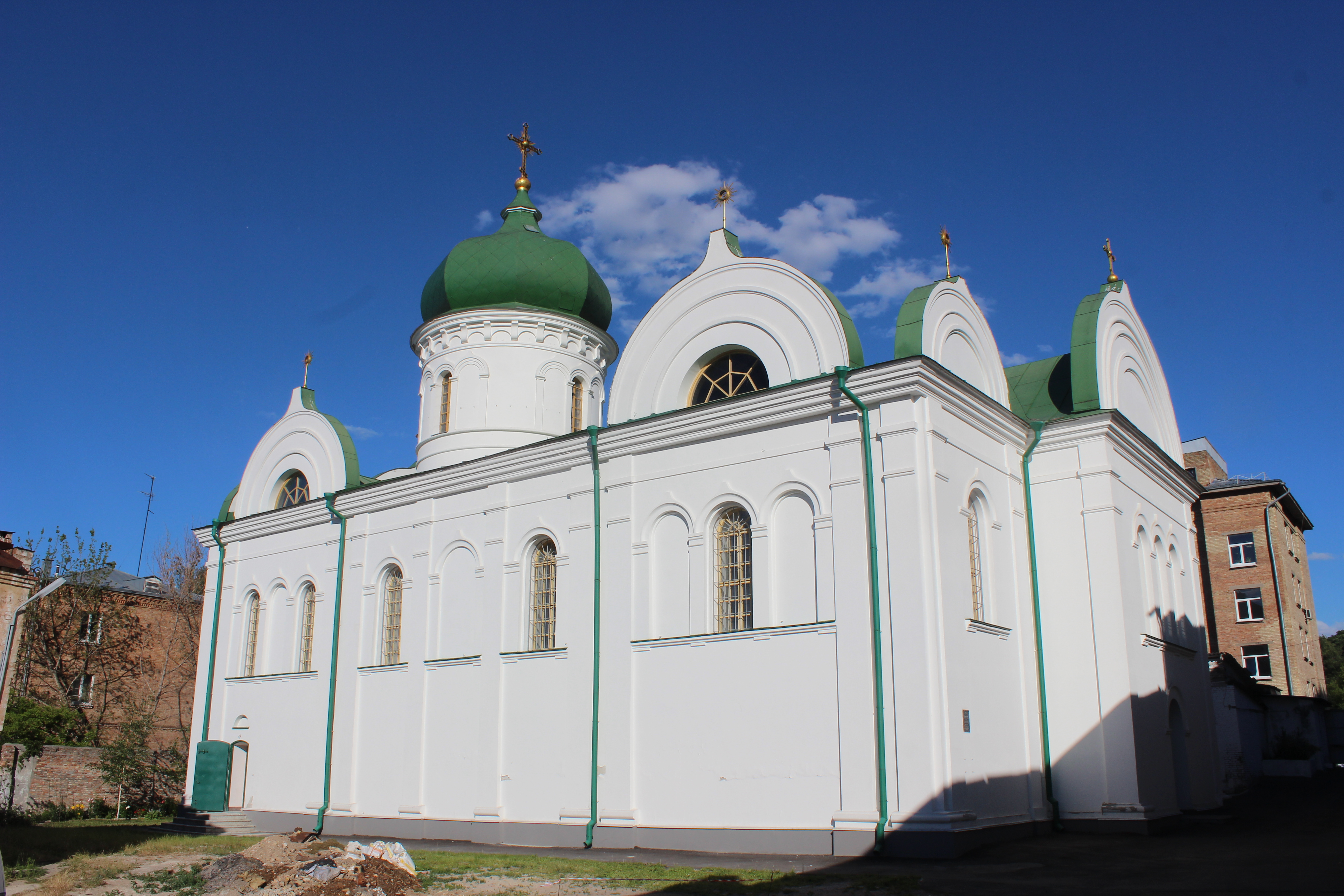
L'église Notre-Dame de Kazan classée[6].

## Personnalités

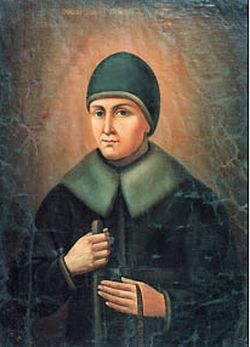
Aleksandra de Diveïevo.

Parmi les résidents notables du couvent, on compte :
- Aleksandra de Diveïevo, qui fonde plus tard le couvent de Diveïevo (en) près de Nijni-Novgorod
- la princesse Natalia Dolgorukova, l'une des premières femmes écrivains russes, qui finança la reconstruction de l'église de la Dîme et est enterrée à la Cathédrale de la Dormition de la laure des Grottes de Kiev (Nikolaï Karamzine, Histoire de l'État russe, note 488).
- l'higoumène Parthénia (Apolinaria Alexandrovna Adabach), une hagiographe.
- la bienheureuse Elena (Ekaterina Alekseïevna Bekhteïeva), une femme douée pour l'instruction spirituelle, vénérée pour les miracles.